# 雲麾勳章
雲麾勳章（英語：Order of Resplendent Banner），爲中華民國之軍職勳章，用以表彰在保衛國家作出貢獻、平定內亂、擁有顯著戰功的軍人。雲麾勳章於1935年6月15日正式開始頒發。

雲麾勳章共分9個等級，其等級低於宝鼎勳章，高於忠勇勳章。
| 名称     | 级别                | 授予                       | 勋略章（勳表） | 颁行日期      |
| -------- | ------------------- | -------------------------- | -------------- | ------------- |
| 雲麾勳章 | 1（特種大綬）       | 對國家建有勳績，或鎮懾內亂 |                | 1935年6月15日 |
| 雲麾勳章 | 2（大綬）           | 對國家建有勳績，或鎮懾內亂 |                | 1935年6月15日 |
| 雲麾勳章 | 3（黃色大綬）       | 對國家建有勳績，或鎮懾內亂 |                | 1935年6月15日 |
| 雲麾勳章 | 4（特種領綬）       | 對國家建有勳績，或鎮懾內亂 |                | 1935年6月15日 |
| 雲麾勳章 | 5（領綬）           | 對國家建有勳績，或鎮懾內亂 |                | 1935年6月15日 |
| 雲麾勳章 | 6（特種襟綬附勳表） | 對國家建有勳績，或鎮懾內亂 |                | 1935年6月15日 |
| 雲麾勳章 | 7（襟綬附勳表）     | 對國家建有勳績，或鎮懾內亂 |                | 1935年6月15日 |
| 雲麾勳章 | 8（特種襟綬）       | 對國家建有勳績，或鎮懾內亂 |                | 1935年6月15日 |
| 雲麾勳章 | 9（襟綬）           | 對國家建有勳績，或鎮懾內亂 |                | 1935年6月15日 |

## 受勋人物
先后获得多个等级勋章只列出其获得的最高等勋章

### 一等（特种大绶）

#### 中華民國人物[3]
- 蔣中正，特级上将，第一至五任中華民國總統
- 何應欽，一級上將，軍政部部長
- 朱培德，一級上將，國民政府軍事委員會辦公廳主任
- 唐生智，一級上將，訓練總監
- 閻錫山，一級上將，太原綏靖公署主任
- 李宗仁，一級上將，南寧綏靖公署主任
- 湯曜明，一級上將，參謀總長
- 張發奎，二級上將
- 王文燮，二級上將，中華民國國防部副部長
- 嚴德發，二級上将，中華民國國防部部長
- 李喜明，二級上將，參謀總長

#### 其他国家人物
- 德懷特·D·艾森豪，美國總統[4]
- 道格拉斯·麥克阿瑟 , 美國陸軍五星上將[5]
- 切斯特·威廉·尼米茲 , 美國海軍五星上將
- 羅季翁·雅科夫列維奇·馬利諾夫斯基，蘇聯元帥
- 夏慤，英國海軍中將
- 第一代海德霍普的康寧漢子爵安德魯·康寧漢，英國海軍元帥
- 第一代緬甸的蒙巴頓伯爵路易·蒙巴頓，英國海軍元帥
- 尼加拉瓜參謀總長胡里奧·塞薩爾·阿維萊斯·卡斯蒂略（Julio César Avilés Castillo），一級上將

### 二等（大绶）
- 陳紹寬，海軍一級上將，海軍部部長
- 蔣緯國，陸軍二級上將，聯勤總司令
- 張哲平，中华民国空軍二级上将，現任總統府戰略顧問
- 鍾樹明，中华民国陸軍二级上将，現任中華民國國防部軍備副部長
- 梅樂斯，美國海軍中將兼中華民國海軍少將，1945年9月26日頒綬，中美特種技術合作所（S.A.C.O.）副主任
- 威廉·魏摩蘭，美國陸軍上將、陸軍參謀長，1970年7月17日訪台期間頒綬
- 緒方景俊（日语：緒方景俊），日本航空自衛隊空將（上將）、航空幕僚長，1970年9月25日訪台期間頒綬[6]
- 李棟樑，中華民國軍人之友社理事長
- 梅家樹，國防部參謀總長
- 劉志斌，國防大學校長
- 劉任遠，現任總統府戰略顧問

### 三等（無綬/黄色大綬）
- 沈一鳴
- 戴安澜
- 王信龍
- 湯家坤
- 黃曙光
- 孫元良 (1945年7月6日頒綬，當時為第十九集團軍中將副總司令）
- 慕靳亚 (1946年12月26日頒綬）
- 李振 (1946年12月26日頒綬）
- 張靈甫 (1946年12月26日頒綬）
- 石覺（1948年3月頒授）
- 黃百韜
- 張哲平，中华民国空軍二级上将，現任總統府戰略顧問
- 張冠群（2021年7月1日頒授，總統府戰略顧問、國防部前軍備副部長）

#### 其他國家人物
- 邱約翰（John L. Chew）美國海軍中將，美軍協防台灣司令部第七任司令，1970年8月26日由時任行政院長嚴家淦頒授
- 伍逸松，新加坡三軍總長
- 巴揚中將，多明尼加空軍司令，2017年11月6日頒綬
- 玉滿鎬，韓國空軍上校，韓國駐中華民國大使館武官，1963年2月21日頒授。

### 四等（特种领绶）
- 薛爾斯（Dewitt R. Searles），美國空軍少將，1969年7月至1971年6月間擔任駐台美軍第327航空師師長，於任內頒授
- 德丸明，日本航空自衛隊空將補（少將），1971年8月11日擔任駐中華民國大使館武官任內頒授[6]
- 鄒洪 上将
- 孫立人 上将
- 何文鼎 中将
- 詹忠言 中將
- 王文甫 中將
- 彭育文 中將（1992年4月頒綬，當時為中將副主委，曾任二六九師師長、人事署署長、國防部人事次長室執行官）
- 王信龍 上将
- 盧雲光 少將
- 張壽坤 少將
- 約旦 費索·本·侯賽因王子
- 于親文 中將 國防部政戰局副局長
- 洪鴻鈞 中將 國防部情次室助理次長
- 王澤浚 中將
- 李珽 中將 國家安全局主任秘書
- 丁治磐 中將
- 黄淑  中將
- 李永炤，中華民國空軍中将，空軍航空工業發展中心首任主任
- 汪强，中華民國空軍中将
- 邵維揚，國防部部本部參事
- 顧志中，海軍造船發展中心主任
- 朱乃瑞 國家安全局主任秘書

### 五等（领绶）
- 趙狄 少將 遠征軍新一軍第38師113團團長
- 李棟樑 中華民國軍人之友社理事長
- 曹智韜，海軍造船發展中心總工程師

### 六等（特种襟绶附勋表）
- 劉放吾 少將 遠征軍新编第38師113團團長仁安羌戰役
- 尹清楓 少將[7]
- 劉衛
- 范汝功
- 齊滋生
- 李仲範
- 趙鳳銘
- 周敬亭
- 王牖民

### 七等（襟绶附勋表）
- 2513 崔書文 連長
- 高東超 中校
- 史帝芬拜娜 飛虎隊上尉
- 梅志英 中尉修護官（八二三砲戰戰火下搶修56輛LVT）

### 八等（特种襟绶）
- 陳嘉駿

### 九等（襟绶）
- 韓正宏，陸軍一等士官長、國防部參謀本部總士官督導長
- 2454 李協仁 副連長